# علانية
عَلَانِيَة (واسمها الأصليُّ عَلَائِيَّة نسبةً لعلاء الدين كَيْقُبَاد) مدينة منتجعية شاطئية ومقاطعة من محافظة أنطاليا على الساحل الجنوبي لتركيا، في منطقة البحر الأبيض المتوسط في البلاد، 138 كيلومتر (86 ميل) شرق مدينة أنطاليا. اعتبارا من تعداد تركيا لعام 2010، كانت مدينة يبلغ عدد سكانها 98627، في حين أن منطقة التي تشمل المدينة والمنطقة المبنية في مساحة 1,598.51 كم2 و248286 نسمة.
بسبب موقعها الاستراتيجي الطبيعي على شبه جزيرة صغيرة في البحر المتوسط جنوب جبال طوروس، وكانت علانية معقل المحلي للعديد من الإمبراطوريات القائمة على البحر الأبيض المتوسط، بما في ذلك البطالمة، السلوقية والرومانية والبيزنطية، والدولة العثمانية. وجاءت أكبر أهمية سياسية علانية في العصور الوسطى، مع دولة سلاجقة الروم في عهد علاء الدين كيقباد الأول، ومنهم من مدينة تستمد اسمها. أسفرت حملة لبناء وله في العديد من معالم المدينة، مثل برج الحمراء، حوض بناء السفن (السفن)، وقلعة علانية.
مناخ البحر الأبيض المتوسط، ومناطق الجذب الطبيعية، والتراث التاريخي جعل علانية مقصدا للسياحة، ومسؤولة عن تسعة في المئة من قطاع السياحة في تركيا وثلاثين في المئة من مشتريات الأجانب للعقارات في تركيا. وقد ارتفعت السياحة منذ عام 1958 لتصبح صناعة المهيمنة في المدينة، مما أدى إلى زيادة مماثلة في عدد سكان المدينة. الأحداث الرياضية الطقس الحار والمهرجانات الثقافية تعقد سنويا في علانية. في عام 2014 عمدة آدم مراد يوسيل، من حزب الحركة القومية أقاله حسن سباهي اوغلو، من حزب العدالة والتنمية، الذي سبق أن قاد المدينة منذ عام 1999.
علانية يبعد 25 كم عن مطار جديد. يكون المطار الجديد (مطار غازي باشا).

## أصل التسمية
تغير حُكّام المدينة عدة مرات على مر القرون، واسمها يعكس هذا. كانت مدينة «علائية» أو «علانية» في الحقبة اللاتينية اسمها شركسيم، وفي العهد اليوناني اسمها كوركيس من لوين كراقصة معنى «نقطة / مدينة جاحظ». الكنيسة الكاثوليكية لا تزال تعترف بالاسم اللاتيني كما نرى اسمية في التسلسل الهرمي. في ظل الامبراطورية البيزنطية أصبح يعرف باسم كالنورس أو الكالون أوروس، ومعنى «جميل / الجبل بخير» في اليونانية.
عندما فتح السلاجقة هذه المدينة أسموها «علائیة» على اسم السلطان علاء الدين كيقباد الأول. في القرنين 13 و14، ودعا التجار الإيطالي المدينة ساندلر أو كردلره.
في زيارته لعلائية عام 1935، أقر مصطفى كمال أتاترك اسم علانية الذي كان خطأً في قراءة همزة «علائية» فشاع هذا الخطأ وصار الاسم الجديد للمدينة.

## معالم رئيسية
من أشهر معالم المدينة قلعة علانية، وهي قلعة من العصر السلجوقي يعود تاريخها إلى عام 1226. كما توجد معظم المعالم الرئيسية في المدينة داخل القلعة وحولها. تم بناء القلعة الحالية فوق التحصينات الموجودة وخدمت الغرض المزدوج كقصر للحكومة المحلية وكقلعة دفاعية في حالة الهجوم. في عام 2007، بدأت بلدية المدينة في تجديد أقسام مختلفة من منطقة القلعة، بما في ذلك تكييف الكنيسة البيزنطية لاستخدامها كمركز للطائفة المسيحية. يوجد داخل القلعة مسجد السليمانية وخان القوافل caravanserai التي بناها سليمان القانوني. تحيط أسوار المدينة القديمة الضخمة بجزء كبير من شبه الجزيرة الشرقية، ويمكن السير عليها. يوجد داخل الأسوارالعديد من الفيلات التاريخية، ولازالت محفوظة جيدًا من الفترة الكلاسيكية للعمارة العثمانية، وقد تم بناء معظمها في أوائل القرن التاسع عشر.
البرج الأحمر Kızıl Kule وهو عبارة عن مبنى من الطوب يبلغ ارتفاعه 108 قدمًا (33 مترًا)، ويقع في المرفأ أسفل القلعة، ويحتوي على المتحف الإثنوغرافي المحلي. وكان السلطان كيقباد هو من أحضر المهندس المعماري أبو علي من حلب بسوريا إلى علانية لتصميم المبنى. آخر أبراج قلعة علانية البالغ عددها 83 برجًا، وهي عبارة عن هيكل مثمن الأضلاع يحمي على وجه التحديد ترسان (حوض بناء السفن)، ولا يزال أحد أفضل الأمثلة على العمارة العسكرية في العصور الوسطى.  ترسان، وهو حوض جاف من العصور الوسطى بناه السلاجقة الأتراك في عام 1221، 187 قدمًا في 131 قدمًا (57 في 40 م)، مقسمة إلى خمسة خلجان مقببة ذات أقواس مدببة متساوية الأضلاع. تم تحويل قلعة ألارا Alara و خان القوافل القريبة من منافغات، والتي تم بناؤها أيضًا تحت سلطة كيقباد، إلى متحف ومركز للتراث.
تم الحفاظ على منزل ومتحف أتاترك، الذي بني خلال إقامته القصيرة في المدينة في 18 فبراير 1935، في حالته التاريخية وهو مثال على التصميم الداخلي لفيلا عثمانية تقليدية، مع قطع أثرية من الثلاثينيات. تم بناء المنزل بين عامي 1880 و 1885 على طراز "كارنياريك" (باذنجان محشي). غالبًا ما يتم تحدي الألوان الزاهية والأسطح الحمراء من قبل مجالس الأحياء، مما يمنح المدينة الحديثة وهجًا ولمعانًا هادئًا. يقع متحف علانية في مبنى يعود إلى الحقبة الجمهورية عام 1967، ويقع في الداخل من شاطئ داملاتاس.
علانية عضو في المنظمة الأوروبية للمدن والمناطق التاريخية ومقرها نورويتش. في عام 2009، تقدم مسؤولو المدينة بإدراج قلعة علانية وترسان كمواقع للتراث العالمي لليونسكو، وتم إدراجهم في القائمة المؤقتة لعام 2009.

## الحكومة
تأسست علانية كبلدية في عام 1872، وانتخبت أول عمدة لها في عام 1901. اليوم، علانية يحكمها رئيس بلدية ومجلس بلدية مكون من سبعة وثلاثين عضوا. [98] يذكر ان ثمانية عشر عضوا من حزب الحركة القومية اليمينية المتطرفة سبعة منهم من حزب الشعب الجمهوري اليساري الوسط واثني عشر من حزب العدالة والتنمية الذي يتولى حاليا السلطة في الحكومة الوطنية. انتخب عمدة أديم مراد يوسيل من حزب الحركة القومية في عام 2014 من خلال فك الشاغل الحالي حسن سيباهيوغلو، الذي كان سابقا عمدة منذ عام 1999. [99] وتجرى الانتخابات كل خمس سنوات، ويعقد المقبل في مارس 2019. ولانيا أيضا نائب عمدة، الذي غالبا ما يمثل المدينة في فعالياتها الرياضية، [100] وجنبا إلى جنب العمدة وفريقه يمثل علانية في الجمعية الإقليمية في أنطاليا. [101]
وتقسم مقاطعة علانية إلى 17 بلدية، بما في ذلك مركز المدينة، و92 قرية. [66] تتأثر علانية بشكل كبير بحكومة المقاطعة في أنطاليا، والحكومة الوطنية في أنقرة، التي تعين حاكما للمنطقة، حاليا الدكتور هولوسي دوغان. [102] على الرغم من أن علانية كانت جزءا من مقاطعة أنطاليا منذ الإمبراطورية العثمانية، فقد دعا العديد من السياسيين المحليين إلى مقاطعة علانية منفصلة، وهو موقف تدعمه جمعيات المقيمين الأجانب. [103]
على الصعيد الوطني، في انتخابات عام 2007، صوتت المقاطعة مع حزب العدالة والتنمية، الذي تابعه عن كثب حزب الشعب الجمهوري وحزب الطريق القويم. [104] ميفلوت، من حزب العدالة والتنمية، هو الوحيد الأصلي علانيةليلار عضو البرلمان يمثل مقاطعة أنطاليا في الجمعية الوطنية الكبرى، حيث يرأس لجنة الهجرة واللاجئين والسكان. [105] ويشغل وزير الخارجية التركي الحالي شافوشوغلو منصب رئيس الجمعية البرلمانية لمجلس أوروبا.

## الاقتصاد

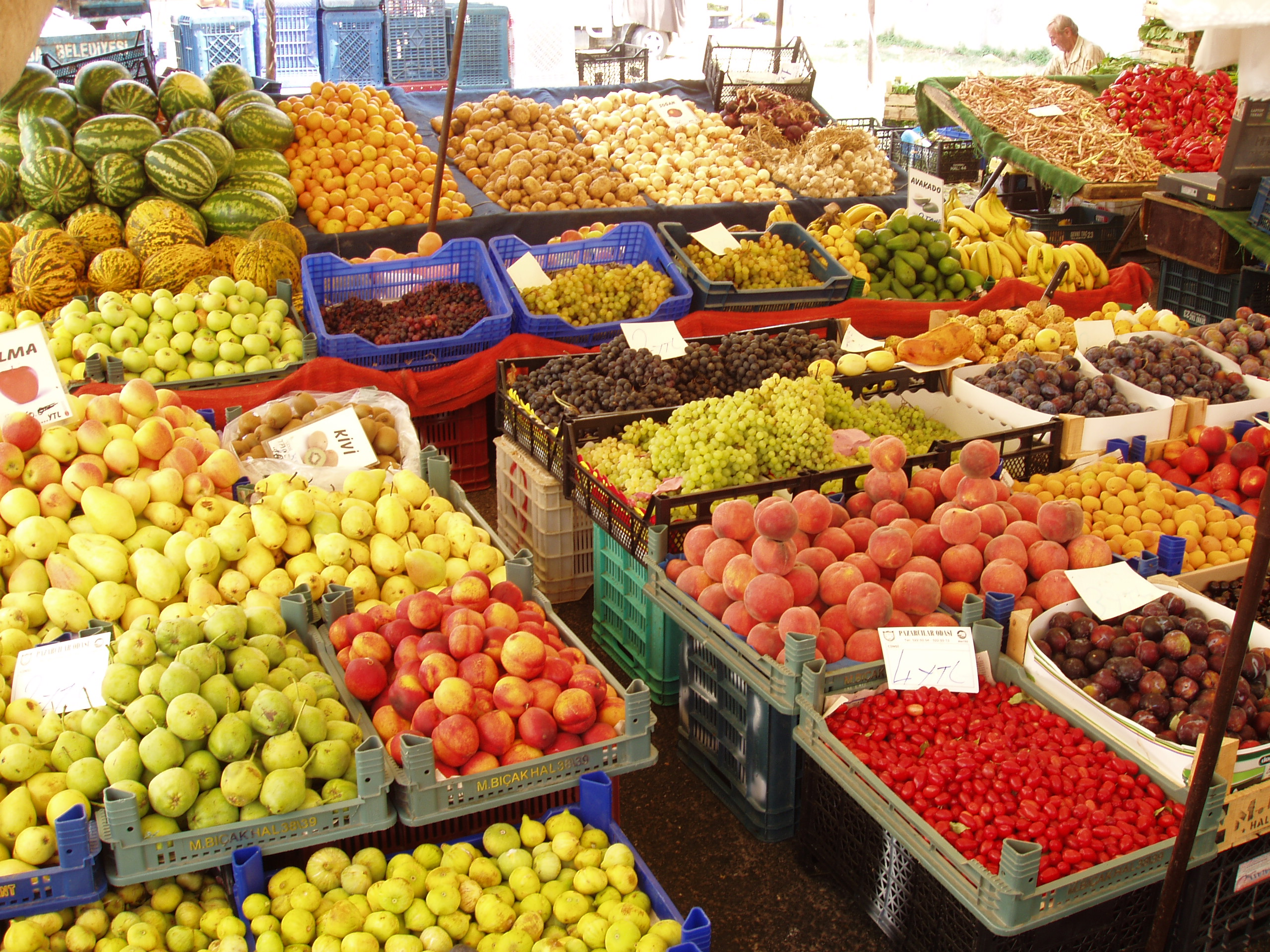
الفواكه المزروعة محليا للبيع في سوق في منطقة زراعية في أوباكوي، خارج علانية

صناعة السياحة في علانية يستحق فقط 1.1 مليار يورو سنويا، وتعرف المنطقة بمزارعها العديدة من الفاكهة، وخاصة الليمون والبرتقال، وحصاد كبير من الطماطم والموز والخيار. تم إنتاج حوالي 80,000 طن من الحمضيات في عام 2006 عبر 16,840 هكتار (41,600 فدان). البرقوق غرينغاج والأفوكادو هي شعبية على نحو متزايد في وقت مبكر الموسم الفواكه حيث الحمضيات أصبحت غير مربحة.
كما يقع الفندق على بعد مسافة قصيرة سيرا على الأقدام من سافوي. في أوائل السبعينيات، عندما كانت مخزونات الأسماك منخفضة، تم تطوير نظام للدخول بالتناوب للحفاظ على هذا القطاع. وكان هذا النظام المبتكر جزءا من أبحاث إلينور أوستروم حول الإدارة الاقتصادية، مما أدى إلى جائزة نوبل في الاقتصاد لعام 2009. في عام 2007، احتج السكان المحليون على إنشاء بعض محلات السوبر ماركت الكبيرة ومحلات الملابس، التي فتحت فروع في علانية.
أنطاليا (محافظة)|أنطاليا
وابتداء من عام 2003، أصبحت صناعة الإسكان مربحة إلى حد كبير مع العديد من المنازل الخاصة الجديدة والوحدات السكنية التي يجري بناؤها للسكان الأوروبيين والآسيويين بدوام جزئي. هناك 69٪ من المنازل التي يشتريها رعايا أجانب في أنطاليا و29.9٪ في تركيا كلها في علانية. المشترون هم في المقام الأول الأفراد، بدلا من المستثمرين. هذا الازدهار السكني وضع ضغوطا على العديد من المنازل والمنشآت في جيكوندو في المدينة مع ارتفاع قيمة العقارات ومبيعات العقارات للسكان المحليين تقع. ويحد تقييد الارتفاع في المدينة من 21 قدما (6.5 متر). وهذا يحافظ على ارتفاع الفنادق إلى الشرق والغرب من المدينة، والحفاظ على أفق وسط على حساب أكبر إمكانات سياحية. شهدت أطراف المدينة توسعا غير متحكم فيه.

### السياحة

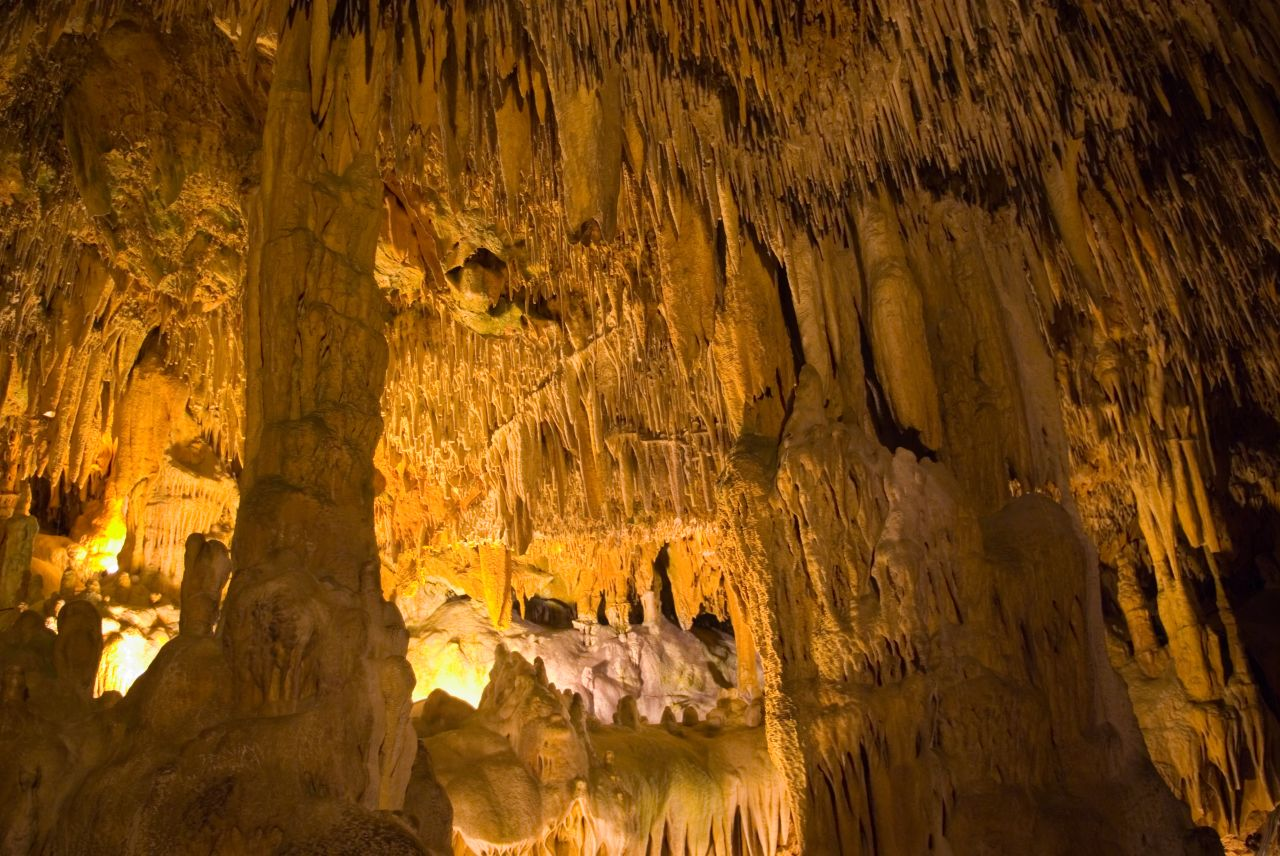
بدأت السياحة بعد افتتاح كهف داملاتاش في الخمسينات.

منذ أن تم بناء أول فندق حديث في عام 1958، الذي يعتبر السنة الأولى من صناعة السياحة في علانية، تسابقت الفنادق لاستيعاب تدفق السياح، والمدينة اعتبارا من عام 2007 يدعي 157,000 سرير الفندق. الكهف داملاتاش، الذي أثار أصلا وصول الغرباء بسبب المناخ الكهف، مع متوسط درجة الحرارة من 72 درجة فهرنهايت (22 درجة مئوية) و95٪ الرطوبة، ويمكن الوصول إليها على الجانب الغربي من شبه الجزيرة مع مسارات من شاطئ داملاتاش. العديد من السياح، وخاصة الاسكندنافيين، الألمان، الروس، والهولنديين، إجازة منتظمة في علانية خلال الأشهر الأكثر دفئا. يتم توجيههم إلى المنطقة بسبب أسعار العقارات، والطقس الحار، والشواطئ الرملية، والوصول إلى المواقع التاريخية في أنطاليا، والمأكولات الراقية.
وتشمل الأنشطة السياحية الأخرى في الهواء الطلق ركوب الأمواج بالرياح والتزلج الهوائي وقوارب الموز. وتشمل معالم الجذب أكبر حديقة مائية في أوروبا، سيلانيا، وأكبر مسار للكارت في تركيا. موسم الصيد أيضا يجذب بعض السائحين للماعز البري والخنازير والحجل الصيد في المحميات الطبيعية المنطقة.
لأسباب مختلفة، والمواسم السياحية بعد عام 2005 كانت مخيبة للآمال لصناعة السياحة في علانية. ومن بين الأسباب التي أدت إلى زيادة العنف ضد حزب العمال الكردستاني، وجد انفلونزا الطيور في فان، والجدل الكرتوني محمد. وقد استجاب المسؤولون في علانية مع مجموعة متنوعة من مبادرات الدعاية، بما في ذلك الخبز أطول كعكة في العالم في 26 أبريل 2006، وهو سجل غينيس العالمي. كما عانى الاقتصاد أيضا من الاستثمار في أكثر من 20 ألف عقار فائض. كما انخفض عدد السياح الإسرائيليين الذين يصلون عادة عبر سفينة سياحية بشكل حاد بنحو 85٪ من عام 2009 إلى عام 2011 ويرجع ذلك جزئيا إلى توتر العلاقات بين تركيا وإسرائيل.

## وسائل الإعلام
يوجد في علانية 10 صحف يومية محلية. واحدة من هذه هي علانية الجديدة، والتي تشمل الأخبار وأنماط الحياة مجلة، وتتوفر باللغة الإنجليزية والألمانية والتركية. وتنشر صحيفتان باللغة الألمانية في علانية، وهما أكتيل توركي روندشاو وعلانية. مجلة شهرية هيلو علانية نشرت في علانية للأجانب، تظهر باللغتين الإنجليزية والهولندية. الصحيفة الإقليمية الحرة، ريفيرا نيوز، اللغة الإنجليزية، وهي متاحة على نطاق واسع في علانية.
خمس محطات إذاعية تبث من المدينة. علانية راديو فم يبث على 106.0 فم وشريك مع راديو فلاش، على 94.0 فم، على حد سواء بث الموسيقى الشعبية. وتشمل محطات أخرى علانية راديووتيمي على 92.3 فم، التي تبث مجموعة متنوعة من الموسيقى التركية، والأخبار، والبرمجة الحديث. وتقع المحطتان التلفزيونيتان في علانية وعلانية وتليفزيون علانية، وتختصر أتف، التي تشترك مع علانية راديو تايم.

## وسائل النقل

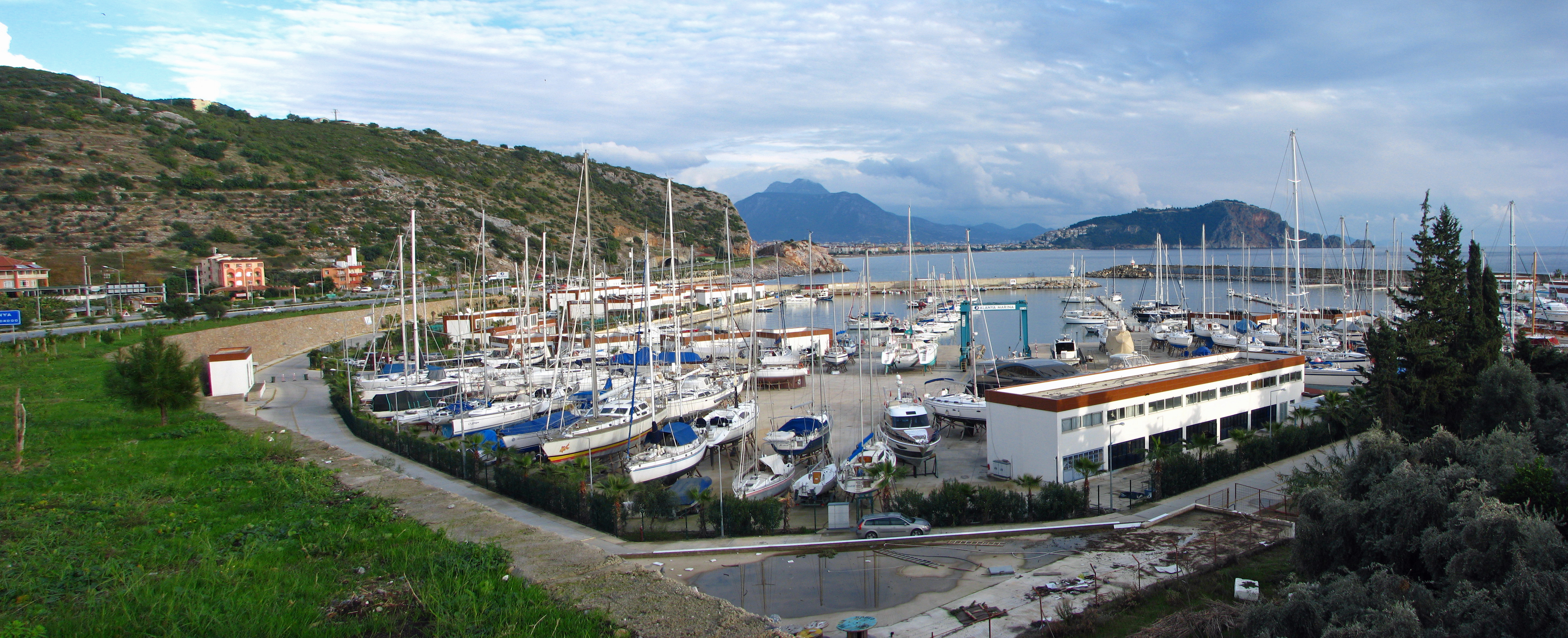
تم افتتاح مارينا علانية في عام 2010 بتكلفة 10 ملايين دولار مع مساحة ل 437 سفينة.

الطريق السريع 400، الطريق علانية مرسين، يربط علانية من الشرق والغرب، و695، أنقرة - أكسهير الطريق، يمتد من الشمال إلى الجنوب ويصل إلى البحر على بعد 41 كيلومترا (25 ميل) غرب المدينة بالقرب من الجانب، وربط مع 400. يقع مطار أنطاليا على بعد 121 كيلومترا (75 ميل) ويصل على المستوى الدولي. يذكر ان مطار أنطاليا مطار غازي باشا الجديد الذي بدأ في عام 1992 كان على بعد 14.5 كم فقط من المدينة ومن المتوقع ان يكون أول رحلات داخلية منتظمة في 22 مايو 2010 على الرغم من عدم توقع الرحلات الدولية قبل بدء الموسم السياحي 2011. لا توجد طرق قطارات تذهب إلى علانية أو أنطاليا، ولا توجد محطات قطار في المنطقة.
هناك حافلات وأنظمة دولموس من علانية، واثنين من مستودعات الحافلات، والحافلات تقتصر عادة على الطرق الرئيسية، والمدينة مغلقة لحركة مرور السيارات. يتضمن المرفأ أرصفة السفن السياحية، وكذلك العبارات الموسمية والهيدروفويلز تغادر إلى كيرينيا في شمال قبرص. وارتفعت رسو السفن السياحية في علانية بنسبة 50٪ في عام 2013، مع 53 التقديرات التي جلبت 56,000 راكبا حتى نهاية العام. وعلاوة على ذلك، تقع مدينة علانية (مارينا علانية)، التي بدأت خدماتها في عام 2008, واستكملت توسعها في عام 2010. سمحت مارينا التي تبلغ مساحتها 85 كيلومترا مربعا بمشاركة علانية في رالي اليخوت في شرق المتوسط عام 2008. وتستثمر المدينة أيضا في برنامج للدراجات المجتمعية مع 150 دراجة هوائية وعشرين محطة.

## الرياضة

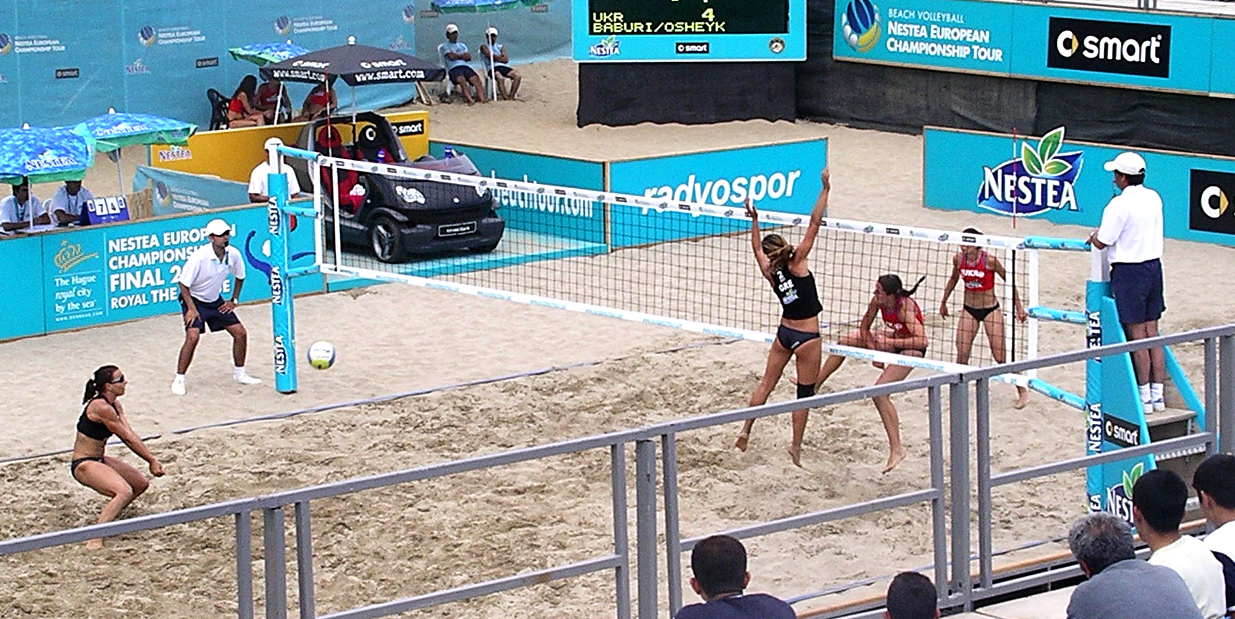
فرق النساء في بطولة الكرة الطائرة الشاطئية عام 2006

علانية هي موطن لفريق كرة السلة، بلدية علانية، التي بدأت في الدرجة الأولى ولكن هبطت بعد موسم 2002. تستضيف المدينة فريق دوري السوبر لكرة القدم، علانيةسبور. تأسس النادي في عام 1948، ولعب مباريات المنزل في ملعب السيادة الوطنية. لعبت في الدوري الثاني بين 1988-1997 و2014-2016. النادي ترقية أخيرا إلى أعلى مستوى في موسم 2015-16. في عام 2007، بدأت المدينة في بناء منشأة كرة القدم الجديدة بهدف استضافة مسابقات الشتاء بين الفرق الرئيسية. يقع مركز بلدية علانية الرياضي المجاور لملعب السيادة الوطنية، وهو واحد من ثلاثة عشر منشأة.

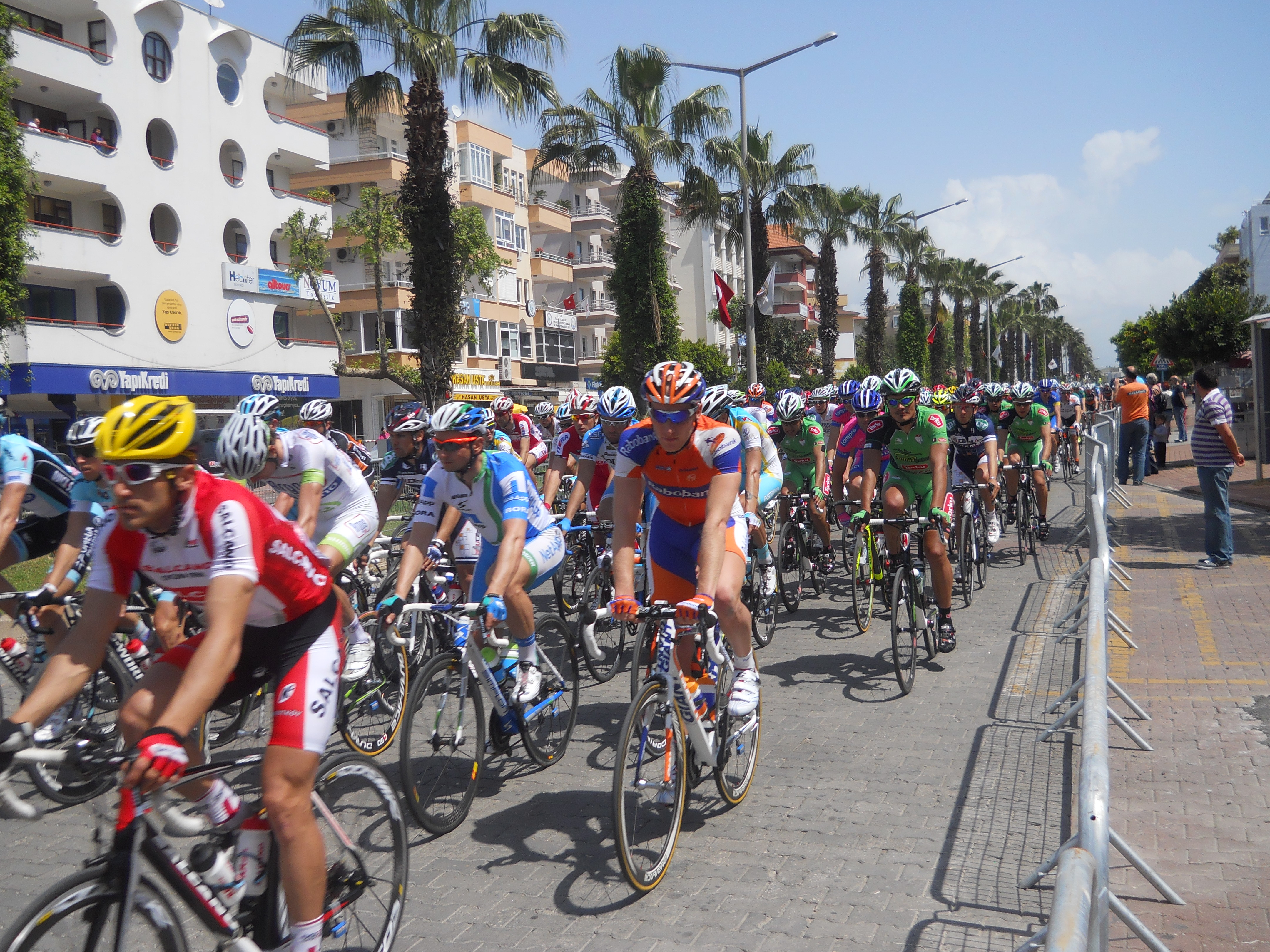
جولة الرئاسية ركوب الدراجات في تركيا يتميز بمرحلة في علانية كل عام.

موقع الواجهة البحرية علانية يجعل من متكافئ لبعض الأحداث، وربما الأكثر شهرة لالترياتلون السنوي، وهي جزء من سلسلة اتحاد الترياتلون الدولية، والتي تم عقدها كل شهر أكتوبر منذ عام 1990. وارتبطت مسابقات السباحة ماراثون أيضا إلى الترياتلون منذ عام 1992. بناء على نجاح الترياتلون، استضافت علانية خماسي حديث في عام 2009. علانية هي أيضا المضيف المنتظم للتركية المفتوحة، وهي جزء من جولة نيستيا الأوروبية للكرة الطائرة الشاطئية، والتي تجري في مايو. وفي عام 2007، أقنع الاتحاد التركي للكرة الطائرة فريق الكرة الطائرة الأوروبي ببناء مرفق تدريب على الكرة الطائرة الشاطئية في علانية.
المدينة هي أيضا المضيف المتكرر للأحداث الوطنية، مثل كرة اليد الشاطئية السنوية. علانية هي الوجهة الأكثر شعبية للسياح والسياح في تركيا. وتشمل فعاليات الدراجات الأخرى سباق علانية الدولي للدراجات الجبلية. بالإضافة إلى ذلك، كان الاتحاد الأوروبي ركوب الدراجات في عام 2010 بطولة الدراجات الطريق الأوروبية و2010 اجتماع المؤتمر العادي في علانية.

## مدن الشقيقة
منذ عقد اتفاقيات مع تالسي، تراكي، وكيسزيلي في عام 2006، بوراس في عام 2007، وروفانيمي، سبنديلروف مليان، وموسكو في عام 2009، وزيادة علانية بذلك عدد المدن الشقيقة لاثني عشر، وتقع عشرة منها داخل الاتحاد الأوروبي. في عام 2005 تطبيق علانية الدولية للمدن الشقيقة لمدينة شقيقة إضافية من الولايات المتحدة. التعادل الأكثر أهمية هو مع مدينة ني لونيا، حيث العديد من المسيحيين في علانية أعيد توطينهم في عام 1923 بعد معاهدة لوزان. وتأتي فرق كرة القدم من المدن الشقيقة فوجسواف شلاسكي وشفاشت أيضا لتدريب ومشاجرة في علانية. فوجسواف، شفاشت، غلادبيك، فوشون، وعلانية تشكيل «الأسرة» في معظم هذه الدول في شراكة مع الآخرين. خلال السياحة السنوية ومهرجان الثقافة، علانية يخصص العام إلى التركيز على بلد واحد، ولها المشاركة المدن الشقيقة، مثل تراكي عندما أعلن عام 2009 «سنة ليتوانيا،» وتالسي، الذي كان محور موكب ال12 السنوي للسياحة في عام 2012.
| - المنكب، إسبانيا - بوراس، السويد - فوشون، الصين - غلادبيك، ألمانيا | - كسذتلي، المجر - ني لونيا، اليونان - موسكو، روسيا - مورمانسك، روسيا | - روفانيمي، فنلندا - شفاشت، النمسا - سبنديلروف مليان، جمهورية التشيك - تالسي، لاتفيا | - تراكي، ليتوانيا - فوجسواف شلاسكي، بولندا - أولسيني، الجبل الأسود - سيلوت، ليتوانيا |

## مزيد من القراءة
- Lloyd، Seton؛ Rice، D.S. (1958). Alanya ('Alā'iyya). London: British Institute of Archaeology at Ankara. OCLC:7230223.
- Redford, Scott. Landscape and the state in medieval Anatolia: Seljuk gardens and pavilions of Alanya, Turkey. أكسفورد: Archaeopress; 2000. ISBN 1-84171-095-4

## وصلات خارجية
- Alanya municipality official site
- Alanya Map